# Gero Vogl
Gero Vogl (* 6. Januar 1941 in Bielitz, Teschener Schlesien) ist ein österreichischer Emeritus für Physik. 

## Leben
Vogl besuchte das Bundesrealgymnasium in Neunkirchen (Niederösterreich). Nach der Matura studierte er ab 1959 an der Universität Wien Physik. Seine Doktorarbeit schrieb er bei Erich Schmid am II. Physikalischen Institut der Universität Wien. 1965 wurde er in Wien zum Dr. phil. promoviert. 1965/66 diente er im Bundesheer. Er ging an das Physik-Department der Technischen Universität München und war Assistent von  Heinz Maier-Leibnitz, Herbert Vonach und Wolfgang Gläser. Ab 1970 leitete er am Forschungsreaktor München eine Arbeitsgruppe in der Tieftemperaturphysik. 1974 habilitierte er sich für Experimentalphysik (Dr. rer. nat. habil.). 1977 ging er für acht Jahre nach West-Berlin als C3-Professor für Experimentalphysik am Institut für Kernphysik der Freien Universität und am Hahn-Meitner-Institut. Die Universität Wien berief ihn 1985 auf den Lehrstuhl für Experimentalphysik am Institut für  Festkörperphysik, Forschungsaufenthalte führten ihn an das Oak Ridge National Laboratory, die Kyoto University, das Institut Laue-Langevin in Grenoble und das Indian Institute of Science Education and Research, Kolkata. Er war von 1999 bis 2001 an das Department Struktur und Dynamik des Hahn-Meitner-Instituts beurlaubt und leitete den Bereich Strukturforschung. 2003/04 war er Vorsitzender der Österreichischen Physikalischen Gesellschaft.

## Ehrungen
- Korrespondierendes Mitglied der Sächsischen Akademie der Wissenschaften, Mathematisch-naturwissenschaftliche Klasse (2016)[4]
- Literaturpreis des Fonds der Chemischen Industrie (2019) mit Armin Bunde, Jürgen Caro, und Jörg Kärger für das Buch Diffusive Spreading in Nature, Technology and Society[5]

## Schriften
- Armin Bunde, Jürgen Caro, Gero Vogl, Jörg Kärger (Hrsg.): Diffusive Spreading in Nature, Technology and Society, Springer, 2018, ISBN  978-3-319-67797-2